# Jiří Tomek
Jiří Tomek (17. února 1931 Třebíč – 29. srpna 2013 Brno) byl český herec a hudební skladatel. Byl držitelem Ceny Františka Filipovského za celoživotní mistrovství v dabingu (1998).

## Biografie
Jiří Tomek se narodil v roce 1931 v Třebíči, následně absolvoval šestileté gymnázium v Brně a v letech 1949–1953 vystudoval činoherní herectví na Divadelní fakultě Janáčkovy akademie múzických umění v Brně. Své první angažmá měl v Slováckém divadle v Uherském Hradišti, avšak musel absolvovat dvouletou vojenskou službu. Poté vstoupil do Divadla bratří Mrštíků v Brně. Hrál především komediální postavy (Veselé paničky windsorské, Dalskabáty, Lumpacivagabundus, Slaměný klobouk). Ale zvládal také dramatické postavy (Milenci z kiosku, Návštěva staré dámy).
Působil v Městském divadle Brno v mnoha rolích, mimo jiné například:
- Jan Špička – My Fair Lady (ze Zelňáku)
- Herš Lejb Wolf – Koločava

Byl podruhé ženatý a měl jednoho syna. Jeho první manželkou byla herečka Vlasta Fialová, druhou herečka a kolegyně z divadla Jiřina Prokšová-Tomková, se kterou žil až do své smrti.